# American Horror Story: Murder House
American Horror Story: Murder House (původně nazváno American Horror Story) je první řada amerického hororového televizního seriálu American Horror Story, jehož tvůrci jsou Ryan Murphy a Brad Falchuk. Dvanáctidílná řada se vysílala mezi 5. říjnem a 21. prosincem 2011. Seriál produkovala společnost 20th Century Fox Television a výkonnými producenti byli Dante Di Loreto a tvůrci seriálu Murphy a Falchuk.
Zaměřuje se na rodinu Harmonových –⁠ Dr. Bena Harmona, Vivien a jejich dceru Violet, kteří se přestěhují z Bostonu do Los Angeles poté, co Vivien potratí a Ben má poměr se svou bývalou studentkou. Přestěhují se do zrekonstruovaného sídla, aniž by tušili, že v domě straší duchové jeho bývalých obyvatel a jejich obětí.
První řada seriálu obdržela pozitivní recenze od kritiků. Řada přitahovala trvale vysoká hodnocení sítě FX a svou první řadu ukončila jako největší nová kabelová řada roku. Řada byl nominována na spoustu ocenění, včetně Zlatého glóbu za nejlepší drama a získala celkem 17 nominací na cenu Emmy. Jessica Lange za svůj výkon získala Zlatý glóbus za nejlepší ženský herecký výkon ve vedlejší roli v seriálu, minisérii nebo TV filmu, Screen Actors Guild Award za nejlepší ženský herecký výkon v dramatickém seriálu a cenu Emmy za nejlepší herečku ve vedlejší roli v minisérii nebo TV filmu.

## Obsazení

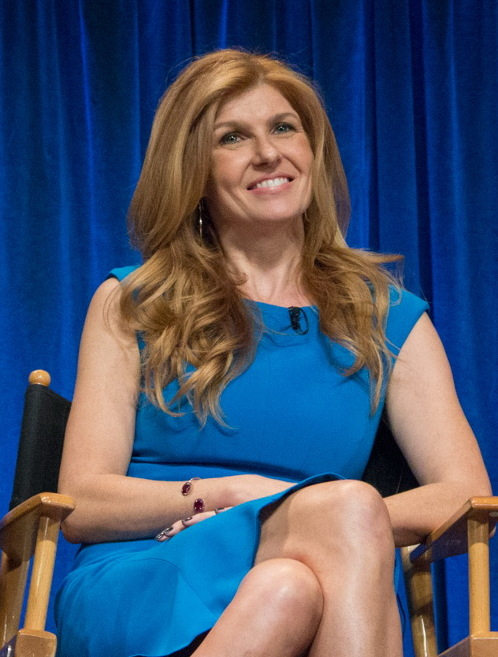
Connie Britton

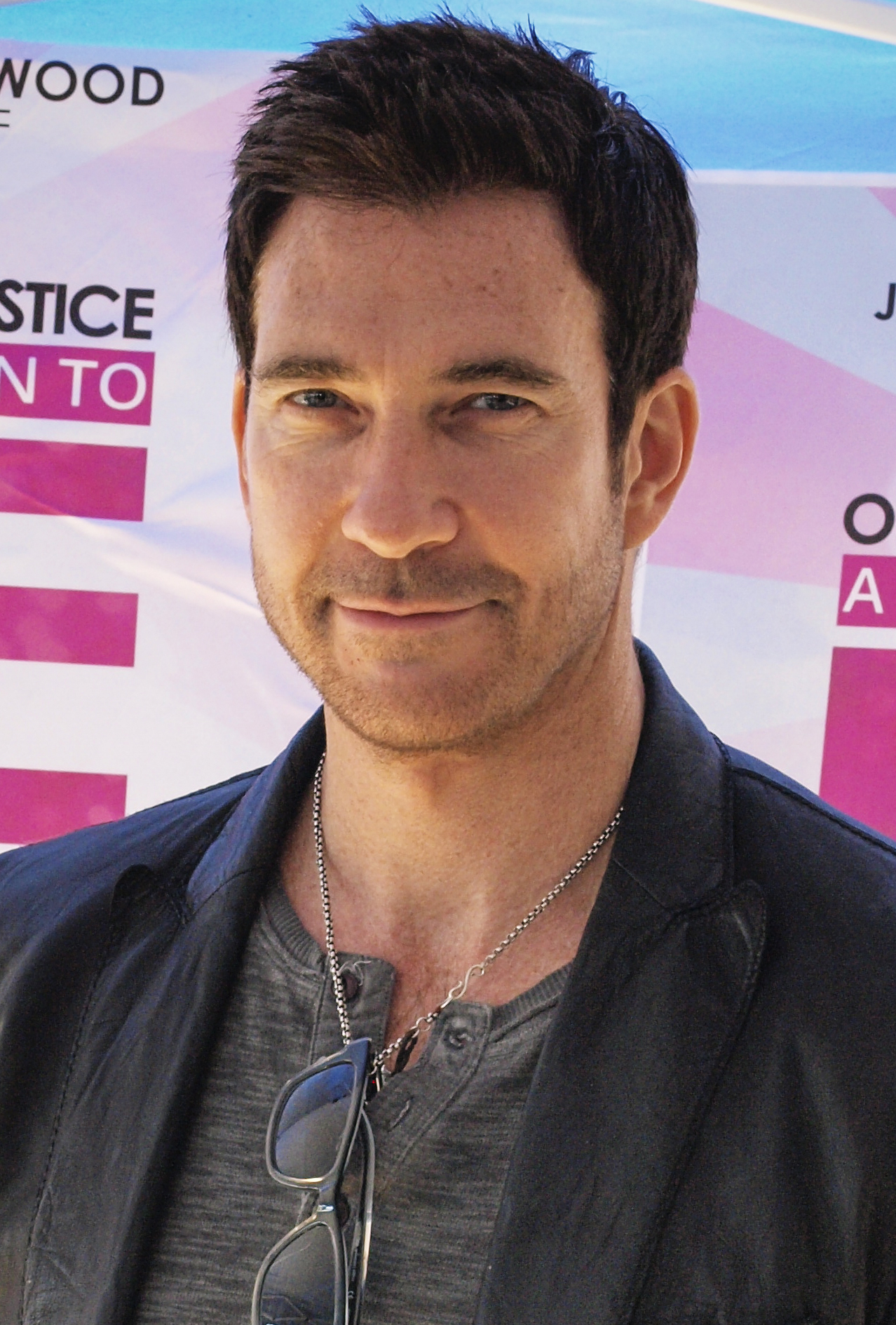
Dylan McDermott

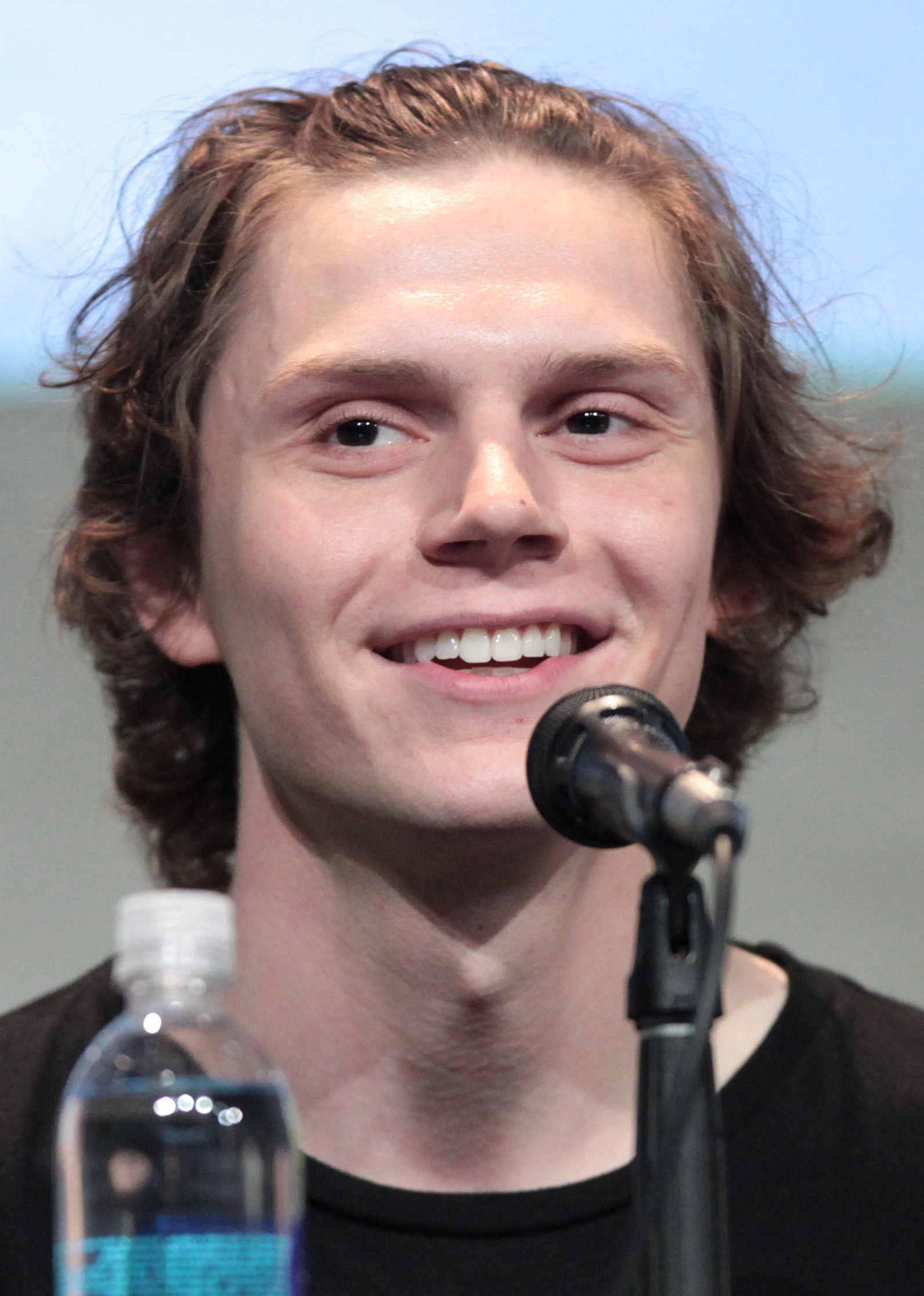
Evan Peters

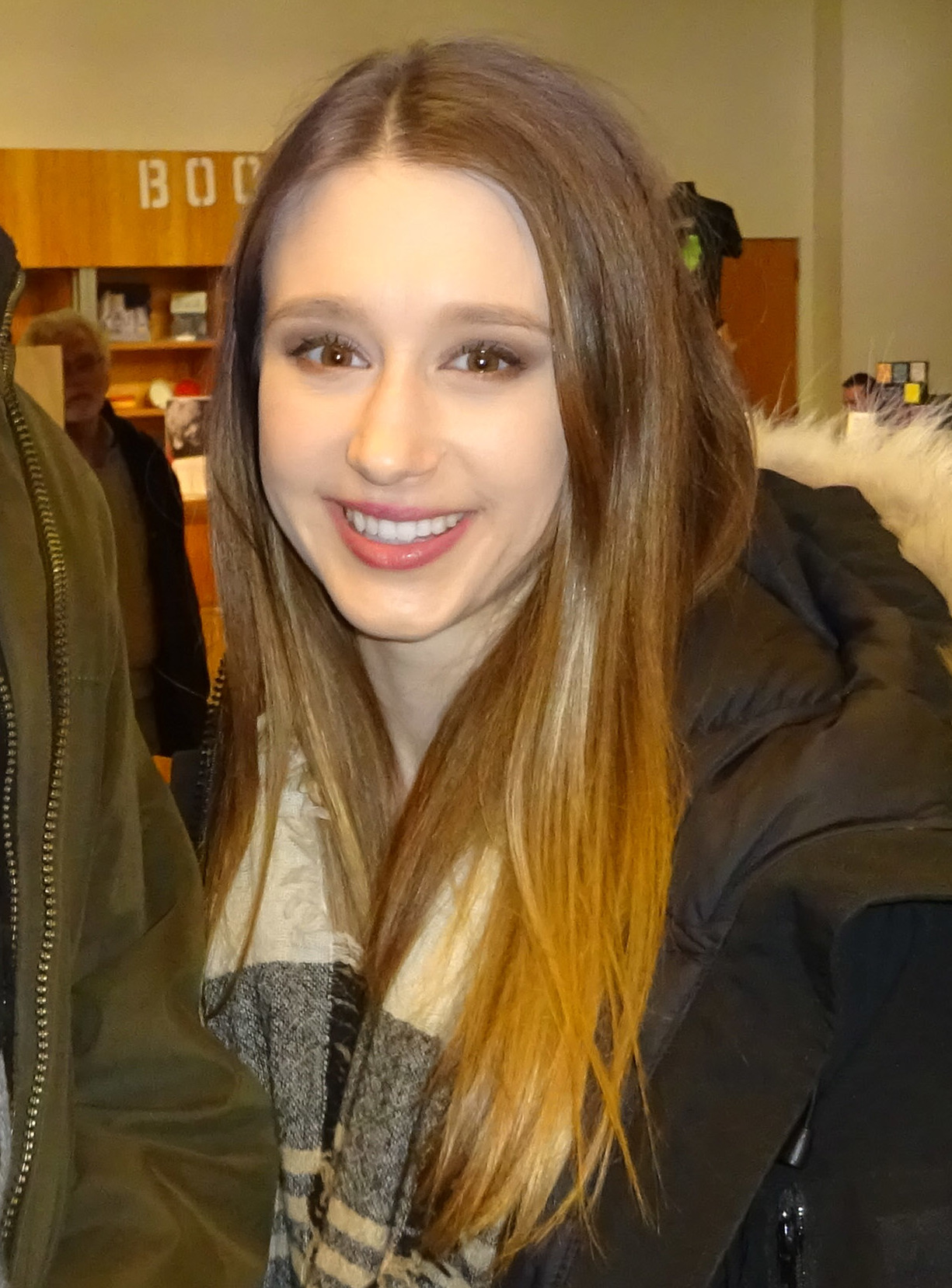
Taissa Farmiga

### Hlavní role
- Connie Britton jako Vivien Harmon[3]
- Dylan McDermott jako Dr. Ben Harmon[4]
- Evan Peters jako Tate Langdon
- Taissa Farmiga jako Violet Harmon
- Denis O'Hare jako Larry Harvey
- Jessica Lange jako Constance Langdon

### Speciální hostující role
- Kate Mara jako Hayden McClaine
- Zachary Quinto jako Chad Warwick
- Charles S. Dutton jako detektiv Granger
- Eric Stonestreet jako Derek[5]

### Vedlejší role
- Frances Conroy jako Moira O'Hara
- Lily Rabe jako Nora Montgomery
- Matt Ross jako Dr. Charles Montgomery
- Alexandra Breckenridge jako mladá Moira O'Hara
- Jamie Brewer jako Adelaide „Addie“ Langdon
- Morris Chestnut jako Luke
- Christine Estabrook jako Marcy
- Bodhi Schulz jako Troy
- Kai Schulz jako Bryan
- Celia Finkelstein jako zdravotní sestra Gladys
- Michael Graziadei jako Travis Wanderley
- Kyle Davis jako Dallas
- Eve Gordon jako Dr. Hall
- Rosa Salazar jako zdravotní sestra Maria
- Teddy Sears jako Patrick
- Azura Skye jako Fiona
- David Anthony Higgins jako Stan
- Sam Kinsey jako Beauregard „Beau“ Langdon
- Sarah Paulson jako Billie Dean Howard
- Rebecca Wisocky jako Lorraine Harvey
- Shelby Young jako Leah

### Hostující role
- Adina Porter jako Sally Freeman
- Christian Serratos jako Becca
- Bianca Lawson jako Abby
- Eric Close jako Hugo Langdon
- Jordan David jako Kevin Gedman
- Malaya Rivera Drew jako detektivka Barrios
- Brando Eaton jako Kyle Greenwell
- Alexander Nimetz jako Amir Stanley
- Ashley Rickards jako Chloe Stapleton
- Mena Suvari jako Elizabeth Short
- Alessandra Torresani jako Stephanie Boggs
- Ben Woolf jako Thaddeus Montgomery / The Infantata

## Seznam dílů
| Č. v seriálu | Č. v řadě | Původní název       | Český název          | Režie               | Scénář                     | Premiéra v USA     | Premiéra v ČR     |
| ------------ | --------- | ------------------- | -------------------- | ------------------- | -------------------------- | ------------------ | ----------------- |
| 1            | 1         | Pilot               | Pilot                | Ryan Murphy         | Ryan Murphy a Brad Falchuk | 5. října 2011      | 9. června 2013    |
| 2            | 2         | Home Invasion       | Vetřelci v domě      | Alfonso Gomez-Rejon | Ryan Murphy a Brad Falchuk | 12. října 2011     | 16. června 2013   |
| 3            | 3         | Murder House        | Dům, kde se vraždilo | Bradley Buecker     | Jennifer Salt              | 19. října 2011     | 23. června 2013   |
| 4            | 4         | Halloween (Part 1)  | Halloween (1. část)  | David Semel         | James Wong                 | 26. října 2011     | 30. června 2013   |
| 5            | 5         | Halloween (Part 2)  | Halloween (2. část)  | David Semel         | Tim Minear                 | 2. listopadu 2011  | 7. července 2013  |
| 6            | 6         | Piggy Piggy         | Prasohlav            | Michael Uppendahl   | Jessica Sharzer            | 9. listopadu 2011  | 14. července 2013 |
| 7            | 7         | Open House          | Den otevřených dveří | Tim Hunter          | Brad Falchuk               | 16. listopadu 2011 | 21. července 2013 |
| 8            | 8         | Rubber Man          | Gumový muž           | Miguel Arteta       | Ryan Murphy                | 23. listopadu 2011 | 28. července 2013 |
| 9            | 9         | Spooky Little Girl  | Strašidelná dívenka  | John Scott          | Jennifer Salt              | 30. listopadu 2011 | 4. srpna 2013     |
| 10           | 10        | Smoldering Children | Hříchy minulosti     | Michael Lehmann     | James Wong                 | 7. prosince 2011   | 11. srpna 2013    |
| 11           | 11        | Birth               | Zrození              | Alfonso Gomez-Rejon | Tim Minear                 | 14. prosince 2011  | 18. srpna 2013    |
| 12           | 12        | Afterbirth          | Po zrození           | Bradley Buecker     | Jessica Sharzer            | 21. prosince 2011  | 25. srpna 2013    |